# Röicks
Röicks (estniska: Reigi, estlandssvenskt uttal: räike) är en by och den historiska centralorten i Röicks socken på norra Dagö i västra Estland. Byn ligger i Dagö kommun och landskapet Hiiumaa (Dagö), 137 km sydväst om huvudstaden Tallinn och 15 km väst om residensstaden Kärrdal. Röicks hade 38 invånare år 2011.
Röicks var estlandssvenskarnas centrum på Dagö och före 1781 fanns här omkring 80 svenska gårdar. Röicks är känd sedan 1453 under namnet Renke och bestod av flera bydelar, utanför huvudbyn låg Utanbyn i norr, Bakbyn i väster vid havet och Buskbyn (estniska: Puski) i söder. Estlandssvenskarna hade sedan medeltiden en privilegierad ställning. Den så kallade svenskrätten garanterade dem en bättre juridisk position och en lägre beskattning. Trots motstånd från estlandssvenskarna försämrades villkoren under 1600- och 1700-talet. Motståndet ledde slutligen till att godsherren på Hohenholm sa upp sin "tredskande" bönder år 1781. De svenska bönderna under Hohenholm som också var majoriteten av estlandssvenskarna i Röicks socken deporterades därefter på Katarina II:s befallning till Gammelsvenskby i nuvarande Ukraina. Endast de omkring 60 svenskar som räknades till prästbönderna fanns kvar i Röicks och de nyinflyttade esterna började kalla de södra och västra delarna mot havet för Rootsi, vilket betyder Sverige på estniska. Sedermera bröts denna bydel ur Röicks och kallas än idag Rootsi på moderna estländska kartor.
Söder om Röicks by ligger kyrkbyn Pihla där Röicks kyrka (Reigi Jeesuse kirik) är belägen. Församlingen bildades 1627 av Johannes Rudbeckius, biskop i Västerås. Dagens stenkyrka byggdes mellan 1799 och 1802 och är belägen ungefär där den historiska gränsen gick för den svensktalande delen av Röicks socken i norr. I kyrkan hölls gudstjänst på svenska fram till 1830 och svensk konfirmationsundervisning gavs fram till 1863. Fyra kilometer sydväst om Röicks ligger småköpingen (estniska: alevik) Hohenholm (estniska: Kõrgessaare) som var centralort i Kõrgessaare kommun till 2012 då Dagö kommun bildades i samband med en kommunsammanslagning. På Röicks nordvästra utmarker ligger udden Kootsaare poolsaar som skjuter ut i Östersjön. Udden skiljer bukten Meelste laht i nordost från viken Reigi laht i sydväst.